# NGC 4671
NGC 4671 é uma galáxia elíptica (E) localizada na direcção da constelação de Virgo. Possui uma declinação de -07° 04' 11" e uma ascensão recta de 12 horas, 45 minutos e 47,5 segundos.
A galáxia NGC 4671 foi descoberta em 20 de Março de 1789 por William Herschel.